# Мортара
Мортара (итал. Mortara) — город в Италии, располагается в области Ломбардия, подчиняется административному центру Павия.
Население составляет 15 407 человек (на 2018), плотность населения составляет 296,46 чел./км². Занимает площадь 52 км². Почтовый индекс — 27036. Телефонный код — 0384.
Покровителями коммуны почитаются святой Лаврентий, празднование 10 августа, и святая Венеранда.

## Известные уроженцы
- Бернардино Ланино (1512—1583) — итальянский художник эпохи Высокого Возрождения.